# Мазалово (Томская область)
Маза́лово — деревня в Томском районе Томской области. Входит в состав Новорождественского сельского поселения.

## История
По данным «Списка населённых мест Сибирского края» (Новосибирск, 1929), село Мазалово основано в 1872 году, но, по-видимому, всё же значительно раньше, так как деревня Мазалова (Мазилова) уже числится в Списке населённых мест за 1859 г. Находилась деревня на Московском почтовом тракте по дороге из Томска в Иркутск. 
В конце XIX — начале XX века Мазалово относилось к Ишимской волости Томского уезда Томской губернии. По данным 1885 г. в Мазалове насчитывалось 98 дворов; в 1899 г. — 160 крестьянских, 5 некрестьянских дворов, 1215 жителей, частное питейное заведение, училище, церковь, две мукомольных мельницы. Деревня росла, в 1904 г. в ней насчитывались уже 204 двора, 1305 жителей; в 1911 г. здесь были однопрестольная церковь во имя Святой Живоначальной Троицы (1871 г.), одноклассное народное училище, 5 лавок, казённая винная лавка, две мукомольных мельницы, всего 89 дворов и 665 жителей. В 1911 г. из состава Мазалова выделилась деревня Нагорная.
1 октября 1880 г. было открыто Мазаловское народное училище. После Октябрьской революции превращено в начальную школу, с 1938 г. — в семилетнюю, с 1944 по 1948 г. — снова в начальную под руководством А. Ф. Грищенко; с 1949 г. — в семилетнюю, потом восьмилетнюю.
10 мая 1921 г. под руководством А. Е. Балуева создана первая коммуна «Долой собственность», десять лет спустя превращена в колхоз им. Красной Армии. 
По данным на 1929 г. Мазалово входило в состав Ишимского района Томского округа Сибирского края, здесь были сельсовет, школа, всего 125 дворов и 592 жителя.
На фронтах Великой Отечественной войны погибли несколько бойцов — уроженцев деревни. Героем Советского Союза стал Николай Дорохов, кавалерами ордена Отечественной войны 2-й степени стали Г. Д. Толмачёв и М. И. Рожувалов.
В 1970 году создана школьная комната-музей писательницы Галины Николаевой. 

## География
Расстояние до Томска — около 70 км. Деревня стоит на берегу реки Китат перед впадением её в Яю, на самом востоке Томского района, неподалёку от административной границы с Кемеровской областью. Рядом проходит трасса Томск—Мариинск.

## Население
| 2002 | 2008 | 2009 | 2010 | 2011 | 2012 | 2013 |
| ---- | ---- | ---- | ---- | ---- | ---- | ---- |
| 591  | ↗618 | ↗620 | ↘522 | ↗530 | →530 | ↘524 |
| 2014 | 2015 | 2021 |      |      |      |      |
| ↗549 | ↘531 | ↘469 |      |      |      |      |

## Социальная сфера и экономика
В Мазалове есть фельдшерско-акушерский пункт, детский сад, средняя общеобразовательная школа, дом культуры им. Галины Николаевой и приход «Живоначальной Троицы». Также работает музей, посвящённый томской писательнице Галине Николаевой, картинная галерея художника РСФСР Константина Залозного.
Услуги по поставке тепла осуществляет ЗАО «Восточная Инвестиционная Газовая компания». Основная сфера занятости населения — сельское хозяйство на личных подсобных участках. Растениеводством занимается ООО «Мазаловские нивы» и «Агрохолдинг Томский».

## Местная власть
Сельским поселением руководят Глава поселения и Совет. Глава поселения — Александр Владимирович Дудин, глава Совета — Андрей Викторович Граубергер. Администратор деревни Мазалово — Ирина Александровна Альтергот.

## Известные жители и уроженцы
- Дорохов, Николай Яковлевич — участник Великой Отечественной войны, Герой Советского Союза.
- Николаева, Галина Евгеньевна — советская писательница.
- Залозный, Константин Григорьевич — заслуженный художник РСФСР.